# Heinz Mayr
Heinz Mayr (* 20. Oktober 1935 in Braunschweig) ist ein ehemaliger deutscher Geher.
Bei den Olympischen Spielen 1972 in München kam er im 20-km-Gehen auf den 13. Platz. Bei den Deutschen Leichtathletik-Meisterschaften 1961 wurde er Deutscher Meister im 50-km-Gehen.
Heinz Mayr startete zunächst für Eintracht Braunschweig, später für den TSV Salzgitter und den VfL Wolfsburg.